# Сражение у Пуэрто-де-Кавите
Сражение у Пуэрто-де-Кавите (нид. Zeeslag bij Puerto de Cavite) — морское сражение между испанским и голландскими флотами во время Восьмидесятилетней войны. Сражение произошло 10 июня 1647 года у Пуэрто-де-Кавите на Филиппинах, важного для Испании в то время порта, поскольку в этом порту строились и обслуживались манильские галеоны. Сегодня этот город известен как Кавите-Сити.

## Ход сражения
Двенадцать голландских кораблей 10 июня 1647 года под командованием Мартина Герцена обстреляли Пуэрто-де-Кавите. Голландцы совершили несколько высадок в заливе, но были отбиты, главным образом, вспомогательными войсками пампанги (филиппинцев). Испанцы и филиппинцы защищали порт артиллерийским огнём и потопили голландский флагман. Герцен погиб. В итоге голландцы были вынуждены отступить, так и не сумев захватить контроль над портом. Голландцам не помогло даже разрушение защищавшей порт испанской крепости Порта Вага. В дальнейшем вплоть до окончания Восьмидесятилетней войны в 1648 году голландцы не беспокоили испанцев на Филиппинах.